# Прича о Генџију
Прича о Генџију (јап. 源氏物語) је један је од првих јапанских и светских романа. Ауторка романа је јапанска дворска дама Мурасаки Шикибу. Роман је написан у времену између 1000. и 1008. године.
Сматра се једним од првих модерних психолошких романа у историји светске књижевности. Има многа обележја модерног романа: главног лика и велики број споредних ликова, добру карактеризацију свих важних ликова и сл. Догађаји се одвијају током живота главног лика и након његове смрти. Нема фабуле него се, као у стварном животу, догађаји спонтано одвијају. Готово ниједан лик нема лично име, већ им имена зависе од занимања, функције коју обављају и сл. (нпр. министар, екселенција). Називање именом се сматрало непристојним у то време. Јасунари Кавабата, први јапански добитник Нобелове награде за књижевност, у говору на додели награде изјавио је да је „Прича о Генџију“ врх јапанске књижевности и да га ниједно дело још није надмашило. Књига је обавезна литература у јапанским школама.

## Историјски контекст
Могуће је да је прича о Генџију била написана поглавље по поглавље, које је Мурасаки испоручивала аристократкињама (nyokan). Ово дело има многе елементе који су присутни и у модерном роману: централни лик и веома велики број главних и малих ликова, добро развијену карактеризацију свих главних улога, низ догађаја који покривају животни век централног карактера и много више. У овом раду се не користи наративна причу, већ се догађаји збивају и ликови једноставно старе. Једно изузетно својство Генџија, и Мурасакијеве вештине, је унутрашња конзистентност, упркос Dramatis personae од око четири стотине ликова. На пример, сви ликови старе упоредо и породичне и феудалне везе одржавају општу конзистентност.
Једна компликација за читаоце и преводиоце Генџија је да скоро ни један од ликова у оригиналном тексту нема експлицитно име. Уместо тога ликови се ословљавају по својој функцији или улози (нпр. Министар левице), почасти (нпр. његова Екселенција), или њиховој релацији са другим ликовима (нпр. престолонаследник), који се мењају како роман напредује. Овај недостатак имена произлази из дворских манира Хејанске ере, према којима би слободно помињање кршених имена особа било неприхватљиво директно и набусито. Модерни читаоци и преводиоци су користили разне надимке да би пратили многобројне ликове.
Прича о Генџију је написана у архаичном дворском језику који је био неразуман већ један век пре него што је прича написана. Стога су Јапанци читали дорађену и илустровану верзију рада још од 12. века. Тек у 20. веку је Генџи преведен на модерни Јапански. То је урадила песникиња Акико Јосано.

## Ауторство
Дебата о томе који део садржаја Генџија је заправо написала Мурасаки Шикибу се водила вековима и мало је вероватно да ће икад бити остварена сагласност, осим ако не дође до већих архивских открића. Генерално је прихваћено да је прича била завршена у својој садашњој форми до 1021, као је аутор Сарашина Ники написала унос у свом дневнику о њеном задовољству стицањем комплетне копије дела. Она је написала да је било преко 50 поглавља и поменула је ликове уведене на крају дела, тако да ако су други аутори осим Мурасаки Шикибу заиста радили на причи, њихов рад је био завршен у отприлике исто време као и њено писање. Дневник саме Мурасаки Шикибу садржи референце на причу, као и примену на себе имена Мурасаки у алузији на главни женски лик. Тај унос потврђује да је део, ако не и цео дневник, био доступан 1008. године, када унутрашњи докази убедљиво указују на то да је унос био написан.
Дама Мурасаки је изјавила да је написала лик Генџија на бази Министра левице у време њеног боравка на двору. Други преводиоци, као што је Тајлер, сматрају да је лик Мурасаки но Уе, коју Генџи жени, базиран на самој Шикибу.
Јосано Акико, први аутор који је направио модерни јапански превод Генџија, је сматрала да је Мурасаки Шикибу написала само поглавља 1 до 33, и да је поглавља 35 до 54 написала њена кћерка Дајни но Санми. Други научници су исто тако изразили сумње у погледу ауторства поглавља 42 до 54 (посебно поглавља 44, које је садржало ретке примере грешака у континуитету). Према Ројал Тајлеровом уводу у његов енглески превод рада, недавна рачунарска анализа је утврдила „статистички значајна” одступања у стилу између поглавља 45–54 и остатка, а исто тако међу раним поглављима.